# Lesta Studio
Lesta Studio - російська компанія, що спеціалізується на розробці відеоігор. З 2011 до 2022 року працювала над військово-морською MMO World of Warships (частина трилогії з World of Tanks та World of Warplanes) та мобільною стратегією Warfair.

## Історія
Lesta Studio була заснована влітку 1991 трійкою ентузіастів. Один із засновників студії, Малік Хатажаєв, керує нею і досі. За його словами, назва студії відсилає до класичної опери «Леста – дніпровська русалка».
З 1991 по 2000 рік Lesta Studio займалася виробництвом комп'ютерної графіки для різноманітної відеопродукції, включаючи аудіо- та відеоефекти у рекламних роликах, кінофільмах, телепрограмах, заставках телеканалів та музичних кліпах.
Після 2000 року студія розпочала розробку комп'ютерних ігор. Першим масштабним проєктом стала відеогра «Антанта», закінчена влітку 2001 року та видана компанією «Бука» восени 2003 року. Гра отримала хороші відгуки, ігровий напрямок продовжив розвиватися, поступово стаючи основним. Серед ігор, створених з 2000 по 2010 рік, особливе місце займають військові ігри для ПК «Стальные монстры», «Агрессия», «9 рота», Cannon Strike, «Империя: Смутное время» та Elements of War.
У 2008 році в студії з'явився відділ розробки казуальних ігор - пригодницьких квестів, розрахованих насамперед на жіночу аудиторію (Insider's Tales: The Secret of Casanova (2009), Nightmare Realm (2011), Fright (2014) та інші). Спеціалісти відділу відповідали за повний цикл розробки (від створення концепту до релізу готового продукту).
У 2011 році почалася спільна з Wargaming.net розробка військово-морського MMO-екшену World of Warships, що охоплює епоху морських битв у першій половині XX століття. 17 вересня 2015 гра вийшла в реліз і була доступна у всьому світі. Крім комп'ютерної графіки, у грі є і відеоконтент, у тому числі й освітній, знайомлячи гравців з історією реальних кораблів.
У 2015 році на базі Lesta Studio було запущено освітню платформу Wargaming Academy. Навчання в Wargaming Academy охоплює всі етапи та напрямки розробки ігор: від створення прототипу до просування вже готового продукту. Навчальний курс триває з листопада до червня. Заняття проходять двічі на тиждень у форматі лекцій, семінарів, майстер-класів та хакатонів, всі формати мають на увазі безпосереднє спілкування з експертами. Студенти – це учні профільних ВНЗ (програмісти, художники, геймдизайнери). У ролі викладачів, кураторів та експертного журі, яке оцінює дипломні роботи наприкінці навчального року, виступають співробітники студії. Усі випускники академії нагороджуються дипломами, автори найкращих проєктів отримують особливі нагороди. Конкурс на вступ до Wargaming Academy становить 4-5 осіб на місце.
10 грудня 2019 року Малік Хатажаєв, генеральний директор компанії, став лауреатом Премії РБК Петербург 2019 у номінації «Менеджер» за «успішний синтез історії, математики та комерції, що призвів до зростання виторгу».
|  | Оборот петербурзької студії комп'ютерних ігор «Леста», що входить до структури білоруської Wargaming, у 2018 році перевищив 1 млрд руб. Минулий рік став найуспішнішим для компанії - більшу частину отриманих коштів принесла онлайн-гра «Світ Кораблів» - World of Warships (WOWS). За перше півріччя 2019 року компанія заробила понад 90 млн дол. World of Warships регулярно займає перший рядок за показником ARPU (дохід на активного гравця). За виторгом World of Warships займає 13 місце у світовому рейтингу безплатних ігор Super Data. |

World of Warships – не єдиний проєкт, над яким працювала студія. Восени 2017 року обмежено вийшла стратегія Warfair для пристроїв під керуванням iOS та Android.
31 березня 2022 року компанія Wargaming передала свій ігровий бізнес у Росії та Білорусі під місцеве управління Lesta Studio, а 4 квітня заявила, що Lesta Studio більше не афілійована з Wargaming.

## Ключові відеоігрові проєкти
| Назва гри                             | Рік випуску | Жанр                           | Платформи                 | Видавець                        | Опис |
| ------------------------------------- | ----------- | ------------------------------ | ------------------------- | ------------------------------- | --- |
| Антанта                               | 2003        | Стратегія в реальному часі     | Microsoft Windows         | Бука                            | Стратегія у реальному часі, у якому гравцю необхідно розвивати свою економіку та армію. «Підкуповує як блискуча передача психологічної атмосфери Першої Світової, так і точність відтворення багатьох історичних деталей» (Журнал Ігроманія)                                                                           |
| Стальные монстры                      | 2005        | RTS/Тактика/Симулятор          | Microsoft Windows         | CDV USA, Бука                   | Гра, присвячена повітряним та морським битвам тихоокеанського театру військових дій Другої світової війни. Гра удостоєна номінації на звання IGN’s Best of E3 2006 Strategy title, а також приз «Найнестандартніший проект» на КРІ 2006                                                                                |
| Агрессия: Покори Европу               | 2007        | Глобальна стратегія/Тактика    | Microsoft Windows         | Playlogic, Бука                 | Гравцеві пропонується виступити як лідер однієї з 4 світових держав в епоху тотальних війн 1914-1945 років. |
| Стальные монстры: Союзники            | 2007        | RTS/Тактика/Симулятор          | Microsoft Windows         | CDV USA, Бука                   | Аддон для гри Pacific Storm. У гру додається третя грабельна нація - Великобританія, а також для існуючих сторін конфлікту додаються 4 нації-союзники. |
| 9 Рота                                | 2008        | Тактика в реальному часі       | Microsoft Windows         | CDV USA, Новий Диск             | Перша тактичша стратегія, присвячена війні в Афганістані. Події показані на прикладі елітного підрозділу радянського десанту - 9-ї роти з однойменного фільму Федора Бондарчука. |
| Cannon Strike, Cannon Strike 2        | 2009        | Стратегія/Аркада               | Microsoft Windows         | Rondomedia, 1С                  | Динамічна гра про найвідоміші танкові битви Другої світової війни. |
| Insider Tales: The Secret of Casanova | 2009        | Казуальна/Пригодницька         | Microsoft Windows         | Intenium                        | Логічні загадки та міні-ігри, що дозволяють розкрити таємницю Джакомо Казанови. |
| Империя: Смутное время                | 2009        | Стратегія                      | Microsoft Windows         | 1С                              | Глобальна історична стратегія відсилає до подій 1350-1650 років, що відбувалися на території Русі, Польщі та Великого князівства Литовського, під час якої гравець зможе перетворити невелике князівство на величезну та сильну імперію.                                                                               |
| Elements of War                       | 2010        | MMORTS                         | Microsoft Windows         | Gamigo, Playnatic Entertainment | MMO RTS з наявністю однокористувацької кампанії у сеттингу глобальної техногенної катастрофи. Перший ММО-проект Lesta Studio. Гра отримала Приз від Преси на КРИ 2010 «Несподіваний сюжет, погодні явища та кліматична зброя, повноцінний ММО режим та приємна графіка — у сумі можуть дати справді цікавий коктейль.» |
| Нямки, Талисман                       | 2011        | Match3/Програми для соц. мереж | Microsoft Windows         | Вконтакті, Однокласники         | Класичні Match3-ігри, реалізовані у вигляді додатків для соціальних мереж із опрацьованою соціальною складовою. |
| Time Machine: Rogue Pilot             | 2011        | Казуальна/Match3               | PlayStation Network (PSN) | PlayStation Network             | Перший консольний проект Lesta Studio. Гра побудована на принципі match-3 у сеттингу подорожей у часі. |
| Nightmare Realm                       | 2011        | Adventure                      | Microsoft Windows         | Big Fish Games                  | Містичний трилер, в ході якого гравець вирішить безліч пазлів і головоломок, щоб розгадати головну сюжетну інтригу. Гра посіла 2-е місце у списку найпопулярніших ігор року у жанрі adventure і увійшла до десятки кращих hidden object ігор 2011 року.                                                                |
| World of Warships                     | 2015        | MMOTPS                         | Microsoft Windows         | Wargaming.net                   | Клієнтська масова багатокористувацька онлайн-гра у реальному часі у жанрі аркади на бойових кораблях в історичному сеттингу Другої Світової Війни. |
| Warfair                               | 2017        | Стратегія                      | Android iOS               | Wargaming.net                   | Стратегія в режимі реального часу та сеттингом у найближчому майбутньому, створена для гри на мобільних пристроях. |
| Bowling Crew                          | 2020        | Спортивний                     | Android iOS               | Wargaming.net                   | Аркадний симулятор боулінгу для мобільних пристроїв. |

## Відеовиробництво
На момент написання статті, відеовідділ Lesta Studio займається розробкою та випуском промороликів для проєктів компанії Wargaming.net.
Lesta Studio брала участь у роботі над спецефектами для безлічі великих кіно- та ТВ-проектів:
- Нічна Варта, 2004
- Бідна Настя, 2004
- Майстер і Маргарита, 2005
- Мечоносець, 2006
- Хоттабич, 2006
- Стрітрейсери, 2008
- Олександр. Невська битва, 2008
- Різдвяна містерія, 2009
- Тарас Бульба, 2009
- Старі пісні про головне (телефільм)

## Мультимедіапроєкти
«Военная энциклопедия. Оружие Второй мировой» Інтерактивна енциклопедія, випущена разом з видавництвом ІДДК. Серія складається із 3 випусків:
США. Лінкори та крейсери Другої Світової
США. Авіаносці Другої Світової
Імператорська Японія. Лінкори та важкі крейсери Другої Світової
Проєкт присвячений різним видам морського та повітряного озброєння, а також адміралам та відомим льотчикам часів Другої світової війни.